# Tomasz Wydżga

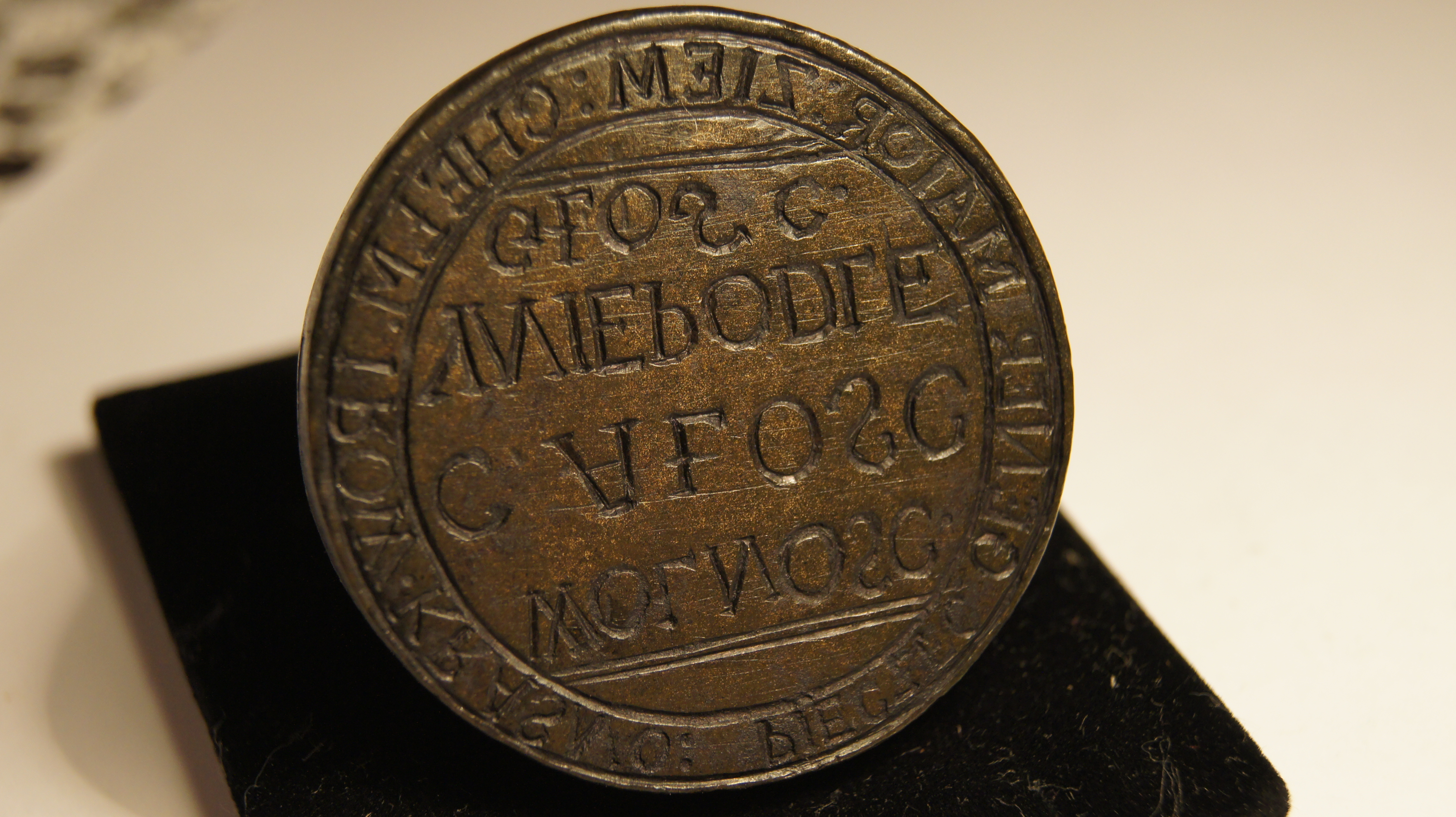
Pieczęć należąca do Tomasza Wydżgi z okresu powstania kościuszkowskiego 1794r treść pieczęci Pieczęć Gener Maior Ziem Chełm I Pow Krasno Wolnosc Całość YNepodległość

Tomasz Wydżga herbu Jastrzębiec – Generał major ziemiański ziemi chełmskiej.
Ziemianin z lubelskiego. W czasie powstania kościuszkowskiego 1794 powołany na organizatora pospolitego ruszenia ziemi Chełmskiej. W trudnej sytuacji terenu przyfrontowego stracił głowę i funkcje jego przejęła żona (Przyłucka z domu, staróścianka hadziacka).
Po klęsce gen. J. Zajączka pod Chełmem uciekł za kordon austriacki i dalsze jego losy są nieznane.
W 1791 roku został kawalerem Orderu Świętego Stanisława.